# Dobrogost Węgierski
Dobrogost Węgierski herbu Wieniawa (zm. w 1643/1644 roku) – pisarz ziemski wieluński w latach 1635–1643, sekretarz królewski w 1640 roku, surogator ostrzeszowski w latach 1633–1637.
Poseł na sejm zwyczajny 1637 roku, sejm 1638 roku, sejm 1639 roku. Jako poseł na sejm koronacyjny 1633 roku wyznaczony deputatem do skarbu rawskiego z Wielkopolski. Deputat ziemi wieluńskiej na Trybunał Główny Koronny w 1635/1636 roku.